# Montigny (Meurthe i Mosel·la)
|  | Per a altres significats, vegeu «Montigny-sur-Chiers». |

Montigny és un municipi francès al departament de Meurthe i Mosel·la i a la regió del Gran Est. L'any 2007 tenia 133 habitants.

## Demografia

### Població
El 2007 la població de fet de Montigny era de 133 persones. Hi havia 52 famílies, de les quals 12 eren unipersonals (12 dones vivint soles i 12 dones vivint soles), 20 parelles sense fills, 12 parelles amb fills i 8 famílies monoparentals amb fills.
La població ha evolucionat segons el següent gràfic:

### Habitatges
El 2007 hi havia 63 habitatges, 55 eren l'habitatge principal de la família, 4 eren segones residències i 4 estaven desocupats. 60 eren cases i 3 eren apartaments. Dels 55 habitatges principals, 46 estaven ocupats pels seus propietaris, 8 estaven llogats i ocupats pels llogaters i 1 estava cedit a títol gratuït; 2 tenien tres cambres, 12 en tenien quatre i 41 en tenien cinc o més. 47 habitatges disposaven pel capbaix d'una plaça de pàrquing. A 28 habitatges hi havia un automòbil i a 23 n'hi havia dos o més.

### Piràmide de població
La piràmide de població per edats i sexe el 2009 era:
| Homes | Edats   | Dones |
| ----- | ------- | ----- |
| 0     | 95 o +  | 0     |
| 0     | 90 a 94 | 0     |
| 0     | 85 a 89 | 0     |
| 0     | 80 a 84 | 0     |
| 0     | 75 a 79 | 4     |
| 0     | 70 a 74 | 0     |
| 4     | 65 a 69 | 0     |
| 8     | 60 a 64 | 4     |
| 8     | 55 a 59 | 8     |
| 4     | 50 a 54 | 12    |
| 12    | 45 a 49 | 4     |
| 4     | 40 a 44 | 8     |
| 4     | 35 a 39 | 0     |
| 0     | 30 a 34 | 4     |
| 0     | 25 a 29 | 0     |
| 16    | 20 a 24 | 4     |
| 8     | 15 a 19 | 8     |
| 4     | 10 a 14 | 0     |
| 4     | 5 a 9   | 0     |
| 4     | 0 a 4   | 4     |

## Economia
El 2007 la població en edat de treballar era de 86 persones, 58 eren actives i 28 eren inactives. De les 58 persones actives 56 estaven ocupades (36 homes i 20 dones) i 2 estaven aturades (1 home i 1 dona). De les 28 persones inactives 6 estaven jubilades, 7 estaven estudiant i 15 estaven classificades com a «altres inactius».

### Ingressos
El 2009 a Montigny hi havia 58 unitats fiscals que integraven 148 persones, la mediana anual d'ingressos fiscals per persona era de 17.605 €.

### Activitats econòmiques
Dels 6 establiments que hi havia el 2007, 1 era d'una empresa extractiva, 1 d'una empresa de fabricació de material elèctric, 1 d'una empresa de fabricació d'altres productes industrials, 1 d'una empresa de construcció i 2 d'empreses de comerç i reparació d'automòbils.
L'únic servei als particulars que hi havia el 2009 era un paleta.
L'únic establiment comercial que hi havia el 2009 era una carnisseria.
L'any 2000 a Montigny hi havia 6 explotacions agrícoles que ocupaven un total de 768 hectàrees.

## Poblacions properes
El següent diagrama mostra les poblacions més properes.